# دیدهای شبانه (آلبوم)
«دیدهای شبانه» (به انگلیسی: Night Visions) یک آلبوم از ایمجین دراگونز است که در سال ۲۰۱۲ میلادی منتشر شد.
این آلبوم در چارت‌های ، اسکاتلند، در رتبه اول و در چارت‌های هلند، استرالیا، پرتغال، بریتانیا، نروژ، اتریش، آلمان، ایرلند، سوئیس، نیوزلند، کانادا، آمریکا جزو ده آلبوم اول قرار گرفت.